# Codice ATC G
Il codice ATC G dell'apparato genito-urinario è una sezione del sistema di classificazione Anatomico Terapeutico e Chimico, un sistema di codici alfanumerici sviluppato dall'OMS per la classificazione dei farmaci e altri prodotti medici.
Codici per uso veterinario (codici ATC) possono essere creati, attraverso una lettera Q posta di fronte al codice ATC umano: QD ...
Numeri nazionali della classificazione ATC possono includere codici aggiuntivi non presenti in questa lista, che segue la versione OMS.
G Apparato genito-urinario e ormoni sessuali

G01 - Antinfettivi ginecologici e antisettici

G02 - Altri ginecologici

G03 - Ormoni sessuali e modulatori del sistema genitale

G04 - Urologici

ATCvet solo

QG51 - Antinfettivi e antisettici per uso intrauterino

QG52 - Prodotti per capezzoli e mammelle